# Wrightsville, Georgia
Wrightsville är administrativ huvudort i Johnson County i Georgia. Vid 2010 års folkräkning hade Wrightsville 2 195 invånare.

## Kända personer från Wrightsville
- J. Roy Rowland, politiker